# Semih Kaya
Pour les articles homonymes, voir Kaya.
Semih Kaya est un footballeur turc né le 24 février 1991 à Pergame dans la Province d'Izmir (Turquie). Il joue au poste de défenseur central et joue actuellement au club du Yeni Malatyaspor.

## Biographie
Semih Kaya a commencé à jouer au football à l'âge de 10 ans à Petkimspor dans la Province d'Izmir. Ensuite à l'âge de 13 ans il joue pour le club de Helvacı BGS à Izmir. Huit mois plus tard le grand club d'Izmir qu'est l'Altay décide de l'intégrer dans son centre de formation. Mais très vite il est suivi de près par le grand club d'Istanbul, le Galatasaray SK qui voit en ce joueur un très fort potentiel et décide le 19 juillet 2006 de lui faire signer un contrat professionnel à l'âge de 15 ans. Depuis 2006 il suit sa progression au centre de formation de Galatasaray SK.

## Galatasaray
En 2008, à l'âge de 17 ans il intègre l'équipe professionnelle de Galatasaray SK. Le 17 janvier 2009, il entre à la 87e minute du match en Coupe de Turquie face à Malatyaspor. Semih prend part à son premier match de Süper Lig le 19 avril 2009, lors du match comptant pour la 28e journée contre İstanbul BB (0-1).
Semih Kaya est un joueur très courtisé par les grands clubs d'Europe comme l'Inter de Milan ou encore l'AS Monaco. 
En janvier 2010, il est prêté jusqu'à la fin de la saison au Gaziantepspor. Il est alors prêté durant la saison 2010-2011 à Kartalspor, en 1. Lig, où il enchaîne les bonnes performances.
En 2011, il est dans les onze premiers pour la première fois contre Kayserispor. Il satisfait beaucoup son entraîneur Fatih Terim, qui depuis ce match, il est dans les « Onze indiscutable ». Le 7 janvier 2012, il marque son premier but en Süper Lig contre Samsunspor. Il reste titulaire jusqu'à la fin de saison, en formant un "mur" en défense avec le Tchèque Tomas Ujfalusi.
Pendant la saison 2012-2013, il est titularisé au côté de Dany Nounkeu. Il réalise une très bonne saison avec son équipe en étant champion de Turquie une seconde fois de suite et en allant en quart de finale de la ligue des champions éliminé par le Real Madrid sur le score cumulé de 5-3. 
Lors de la saison 2013-2014, il est souvent aligné au côté d'Aurélien Chedjou. 
Le 22 février 2014, il se fait remarquer lors du derby contre Besiktas, lors d'un duel avec un joueur de Besiktas où la balle est sortie, l'arbitre siffle un coup de pied de but en faveur de Galatasaray mais celui-ci dit à l'arbitre que c'est lui qui l'a touchée en dernier et que ça devrait être un corner. L'arbitre Cüneyt Çakır lui a serré la main et l'a félicité pour son geste et revient sur sa décision. Grâce à ce geste, il est récompensé par son club en se voyant octroyer un trophée de fair-play. 
Quelques jours après ce match, à la suite d'une blessure, il débute sur le banc contre Chelsea en Ligue des champions. Mais à la suite de problèmes défensifs, il rentre à la 45e minute et montre des signes de solidité avec son aisance et attise les applaudissements du stade (score final 1-1). 
À la 33e journée, il joue en tant que défenseur droit dans le derby contre Trabzonspor et délivre deux passes décisives (score final 4-2 pour le Galatasaray).  

### Saison 2014-2015
Semih Kaya se fait opérer des yeux quelques jours avant l'arrivée de Cesare Prandelli. Son contrat est aussi prolongé jusqu'en 2018 et son salaire a été réajusté, Semih était l'un des joueurs les moins payés du club. La moitié de saison a été catastrophique pour son équipe qui se voit éliminer de la Ligue des champions lors de la phase de poule, Galatasaray aura récolté seulement 1 point en cumulant les défaites. Semih attire l'attention en marquant deux buts contre son camp lors du match contre le Borussia Dortmund et lors d'un amical contre le Brésil en équipe nationale. Lors de la seconde partie de saison, il a longuement été blessé et a manqué plus d'une dizaine de matchs sous l'ère d'Hamza Hamzaoğlu. À la suite de son absence, son équipe a encaissé pendant neuf matchs de suite. 
Il fait son retour le 4 mai 2015 contre l'Akhisar Belediyespor et prouve encore une fois son talent et son équipe est parvenu à gagner 2-0 à l'extérieur. 
Le 12 mai 2015, lors d'un match compliqué à l'extérieur contre Mersin İdman Yurdu, il est aligné au côté d'Hakan Balta et ce duo ainsi que le gardien Fernando Muslera réalisent un match héroïque et permettent à Galatasaray de gagner 1-0. Cette victoire permet à Galatasaray de prendre de l'avance pour le titre à trois matchs de la fin du championnat devant ses deux dauphins. 
Il gagne le doublé championnat - coupe de Turquie en 2015.  Ses performances à la fin de saison auront permis à Galatasaray de garder ses buts inviolés pendant 7 matchs de suite.

## Vie privée
Semih Kaya est le cadet d'une famille de trois enfants originaire d'Izmir. Très attaché à sa famille, il n'hésite pas à retourner dans son village pendant les vacances et vivre une vie paisible. Il s'est fiancé en 2015.

## Équipe nationale
Il honore sa première sélection en A le 29 février 2012 à l'occasion du match amical face à la Slovaquie (1-2).

## Statistiques détaillées

### En club
| Saison                | Club                  | Championnat           | Championnat | Championnat | Coupe(s) nationale(s) | Coupe(s) nationale(s) | Compétition(s) continentale(s) | Compétition(s) continentale(s) | Compétition(s) continentale(s) | Sélection | Sélection | Sélection | Total | Total |
| Saison                | Club                  | Division              | M.          | B.          | M.                    | B.                    | Comp.                          | M.                             | B.                             | Équipe    | M.        | B.        | M.    | B.    |
| 2008 - 2009           | Galatasaray           | 1                     | 3           | 0           | 1                     | 0                     | -                              | -                              | -                              | -         | -         | -         | 4     | 0     |
| 2009 - 2010           | Galatasaray           | 1                     | 0           | 0           | 0                     | 0                     | -                              | -                              | -                              | -         | -         | -         | 0     | 0     |
| 2009 - 2010           | Gaziantepspor         | 1                     | 1           | 0           | 0                     | 0                     | -                              | -                              | -                              | -         | -         | -         | 1     | 0     |
| 2010 - 2011           | Kartalspor            | 2                     | 18          | 0           | 1                     | 0                     | -                              | -                              | -                              | -         | -         | -         | 19    | 0     |
| 2011 - 2012           | Galatasaray           | 1                     | 30          | 1           | 1                     | 0                     | -                              | -                              | -                              | Turquie   | 1         | 0         | 32    | 1     |
| 2012 - 2013           | Galatasaray           | 1                     | 25          | 0           | 1                     | 0                     | -                              | -                              | -                              | Turquie   | 1         | 0         | 27    | 0     |
| 2013 - 2014           | Galatasaray           | 1                     | 17          | 0           | 0                     | 0                     | -                              | -                              | -                              | Turquie   | 1         | 0         | 18    | 0     |
| Total sur la carrière | Total sur la carrière | Total sur la carrière | 70          | 1           | 3                     | 0                     | -                              | 0                              | 0                              | 0         | 1         | 0         | 74    | 1     |

## Palmarès
- Championnat de Turquie : 2012, 2019, 2013 et 2015 Galatasaray
- Vainqueur de la Supercoupe de Turquie en 2012 et 2013
- Vainqueur de la Coupe de Turquie en 2014, 2015 et 2016